# Slaget vid Auray
Slaget vid Auray utspelade sig 29 september 1364. Det var det avgörande slaget i bretonska tronföljdskriget, en konflikt under hundraårskriget. Engelsk-Bretagniska styrkor under Johan av Montfort mötte fransk-bretagniska styrkor under Karl av Blois.

## De stridande styrkorna
Huset Montfort - Engelsk-Bretagnisk armé under Johan av Montfort:
På höger sida Olivier av Clisson, på vänster sida engelsmannen Robert Knolles, i centern Johan av Montfort och engelsmannen Sir John Chandos. En betydande reserv under Hugh Calveley, stod därtill till förfogande.
Huset Blois - Fransk-Bretagnisk armé under Karl av Blois: 
På vänster flygel, greven av Auxerre, på höger sida Bertrand du Guesclin och i centern Karl av Blois. En svag reserv finns men används aldrig under slaget. Varje avdelning var grovt räknat 1000 man.

## Slaget
Slaget började med skärmytslingar mellan franska armborstskyttar och engelska pilbågsskyttar. Sedan gick knektarna i strid. Det blev en blodig batalj då båda sidor ville få till ett avgörande på den långdragna konflikten. Dessutom hade de stridande parterna gett instruktioner om att ingen nåd skulle visas fångar.
De engelsk-bretagniska avdelningarna blev attackerade en efter en, men dess förluster fylldes på med reserver. Den fransk-bretagniska högra flanken drevs tillbaka då den inte hade några reserver att förstärkas med och vek sig in mot centern. Efter det vek sig även den högra flanken och greven av Auxerre tillfångatogs och Karl av Blois styrkor tog till flykten. Karl dräptes av en engelsk soldat efter de instruktioner som getts. Bertrand du Guesclin var tvungen att ge upp efter det att alla hans vapen gått sönder.

## Konsekvenser
Slaget innebar slutet på huset Blois aspirationer på hertigdömet Bretagne. Karls fru, Johanna av Penthièvre, tvingas att skriva under ett fredsavtal den 12 april 1365 där hon erkänner Johan V som hertig av Bretagne. Frankrike erkänner också Montfort som hertig av Bretagne. 
Överraskande så erkänner sig Johan V som vasall till Karl V av Frankrike, och inte Edvard III av England som hade hjälpt honom till segern i kriget, så trots att Englands pretendent vinner på slagfältet är det alltså Frankrike som går ut ur det hela som den slutgiltige vinnaren.